# ジヴァ・ショムラート
ジヴァ・ショムラート（Ziva Shomrat、1940年頃 - ）は、イスラエルのモデル。ミス・ワールド1959で第3位入賞。

## 経歴
ハイファ地区Kiryat Haimに生まれる。
イスラエル軍の兵士だった1959年、ミス・ワールドに出場。決勝に先立ち、準備の一環としてネタニヤのWingate Instituteのイベントに参加。
1959年11月10日、決勝開始の数時間前にオランダ代表コリーネ・ロッツヘーファのドレスに穴が開いているのが見つかった。ジヴァがドレスを貸してあげたため事なきを得る。コリーネは優勝、ジヴァは第三位入賞で大会を終える。
その後、ジヴァは一流のモデルとして活動。テルアビブの一流デザイナーによるウェディングドレスのショー、ニューヨークのイスラエル・フェアでのショー、アクリル社のショー、Galia Modelファッションハウスのショー、テルアビブで開催された国際毛皮会議のショーなどに出演。
1972年、イスラエル・ウィークの一環として、イスラエル代表団のメンバーとして米国に派遣される。